# 변상욱
변상욱(卞相昱, 1959년 2월 7일~)는 대한민국의 언론인이다. 1983년 CBS에 PD로 입사했고, 기자로 활동했다. CBS에서 정년퇴임한 뒤에는 프리랜서로 YTN 뉴스가 있는 저녁 진행을 했다. 본관은 초계이며 충청북도 청주 출생이다.

## 생애
일제 강점기 서당을 열면 교육구국이 된다고 믿었던 아버지 아래서 한학(漢學)을 접했고, 고려대학교에서 사회학과 철학을 공부했다. 1983년 CBS에 입사했다. 1987년 '박종철 고문치사 사건' 때는 동료들이 방송실을 에워싸고 지켜주는 가운데 '고문은 사라져야 한다'는 방송 리포트를 내보내 '항명방송'이라는 사건의 주인공이 되기도 하였다.
시사 프로그램 제작, 취재 보도, 뉴스 앵커, 보도국의 대기자를 지냈다. CBS는 대기자 제도를 채택하지 않았으나 변상욱이 책임 보직과 경영 관리직을 거절하며 현장에 남아 있겠다고 주장하자 CBS는 대기자직을 신설했다. 경영진의 권유로 부산지사장을 맡기도 했지만 '백발의 현장 취재기자'를 꿈꿔 곧 현장으로 돌아와 후배 기자들과 뛰었다가 방송·미디어 분야를 총괄하는 콘텐츠 본부장이 되었다. <김현정의 뉴스쇼>에서 매일 아침 <변상욱의 기자수첩>이라는 시사비평 코너를 진행하였다. 해직 기자들이 힘을 모아 만든 <뉴스타파>에서도 활동하였다.
언론인으로서 여러 종교 지도자와 사회운동가들을 취재하고 따르면서 해방신학과 민중신학, 노장사상, 선불교, 비교종교학을 두루 접하였다. 페미니스트 문화운동 단체인 '문화미래 이프'의 이사로서 '안티미스코리아·성폭력추방 페스티벌'에 운영진으로 참여했다.
CBS 노조위원장, 초대 언론노조연맹 교육훈련국장을 시작으로 법무국장, 감사 등을 맡았다. 1996년 제6회 민주언론상, 2005년 제32회 라디오 보도 부문 한국방송대상 , 2015년 제14회 송건호언론상 등을 수상했다.

## 경력
- 1983년 CBS 프로듀서
- CBS 편성국 월요특집팀 취재기자, 보도국 사회부·정치부 기자, 경찰취재팀 캡, 법조팀장, 시사제작팀장
- CBS 보도국장
- CBS 콘텐츠본부장
- CBS 보도국 대기자, 아침종합뉴스 《CBS 뉴스레이다》 앵커
- CBS 라디오 《변상욱의 뉴스쇼》 앵커
- CBS 라디오 《김현정의 뉴스쇼》에서 《변상욱의 기자수첩》, 《변상욱의 행간》 코너 진행
- CBS 라디오 《변상욱의 이야기쇼》 진행
- 인터넷 방송 《뉴스타파》에서 《변상욱 칼럼》 코너 진행
- YTN 뉴스가 있는 저녁 진행
- TBS 변상욱의 우리동네 라이브 진행
- TBS 변상욱쇼 진행[8]

## 상훈
- 1996년 제6회 민주언론상[7]
- 2005년 제32회 라디오 보도부문 한국방송대상[7]
- 2015년 제14회 송건호 언론상[9]

## 저서
- 《언론 가면 벗기기》(동이, 1996년) ISBN 8986862018
- 《굿바이 MB》(한언, 2012년) ISBN 9788955966343
- 《대한민국은 왜 헛발질만 하는가》(페이퍼로드, 2014년) ISBN 9788992920018

## 공저
- 《아빠 뭐해》(강정구·홍승우·윤용인·변상욱·권혁범·서재철·방대수·권복기·김창석·마태운·김세중·황철훈·장재선·김성희·안이영로·이강재, 이프, 2002년) ISBN 8995040998

## 논란
조국 장관후보자의 비리 사건을 비판하는 집회의 마이크를 잡은 학생을 거론하며 수꼴이란 단어를 사용하고 학생의 부모를 모욕하는 트위터 포스트를 남겨 논란이 됐다. 논란 이후 글이 삭제되었다.